# Gran hexecontaedro dodecacrónico ditrigonal
En geometría, el gran hexecontaedro dodecacrónico ditrigonal (o gran trisicosaedro lanceal) es un poliedro no convexo  isoedral. Es el dual del gran dodecicosidodecaedro ditrigonal uniformo. Sus caras son kites. Parte de cada cometa se encuentra dentro del sólido, por lo que es invisible en los modelos sólidos.

## Proporciones

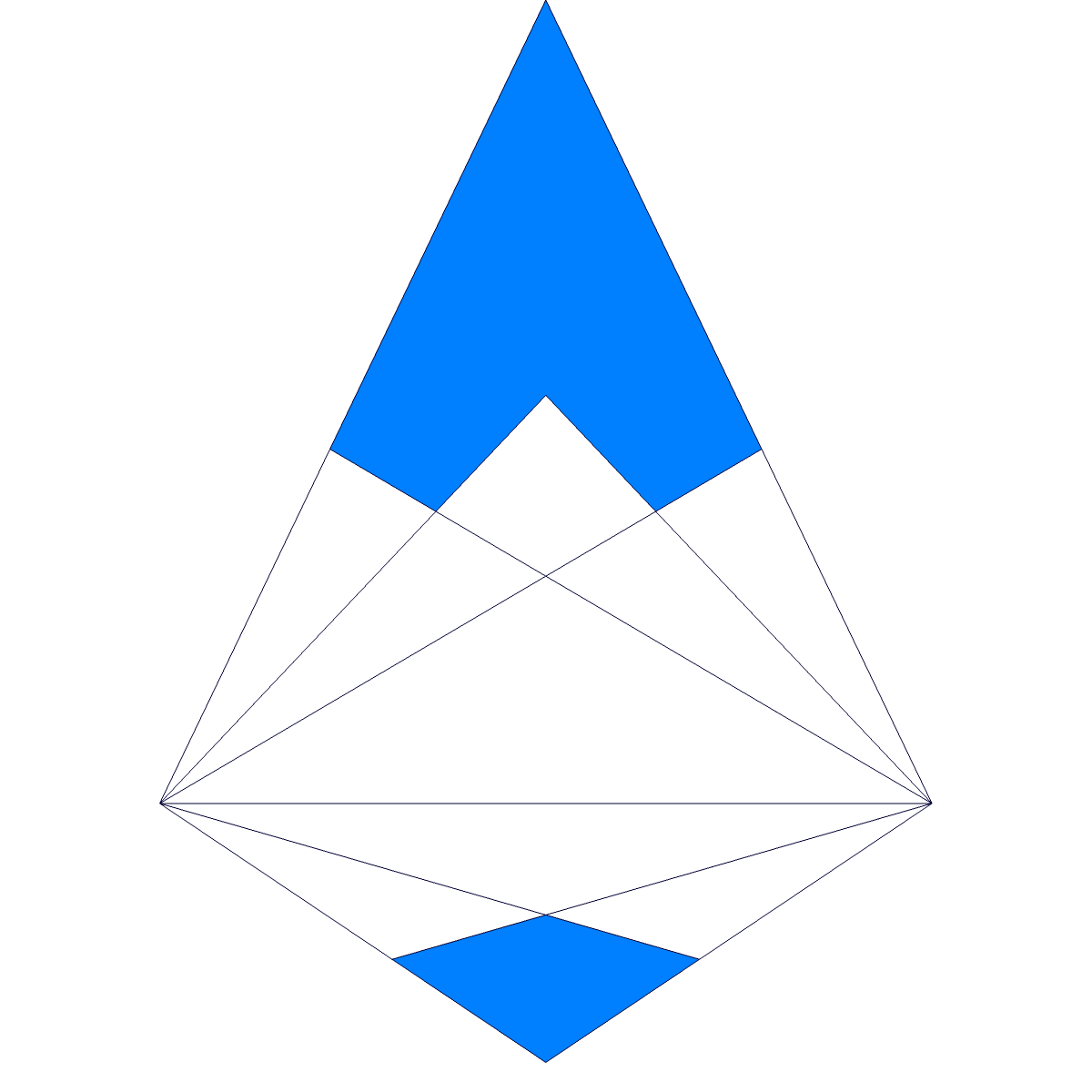
Forma de las caras

Las caras de la cometa tienen dos ángulos de {\displaystyle \arccos({\frac {5}{12}}-{\frac {1}{4}}{\sqrt {5}})\approx 98.183\,872\,491\,81^{\circ }}, uno de {\displaystyle \arccos(-{\frac {5}{12}}+{\frac {1}{60}}{\sqrt {5}})\approx 112.296\,452\,073\,54^{\circ }} y otro de {\displaystyle \arccos(-{\frac {1}{12}}+{\frac {19}{60}}{\sqrt {5}})\approx 51.335\,802\,942\,83^{\circ }}. Su ángulo diedro es igual a {\displaystyle \arccos({\frac {-44+3{\sqrt {5}}}{61}})\approx 127.686\,523\,427\,48^{\circ }}, y la relación entre las longitudes de los bordes largos y los cortos es igual a {\displaystyle {\frac {31+5{\sqrt {5}}}{22}}\approx 1.917\,288\,176\,70}. 